# Seyithanbey, Hamur
Seyithanbey là một xã thuộc huyện Hamur, tỉnh Ağrı, Thổ Nhĩ Kỳ. Dân số thời điểm năm 2011 là 725 người.